# 謝于宣
謝于宣（1614年—1644年），字宣子，浙江寧波府鄞縣人，明朝、南明政治人物。

## 生平
崇禎十六年（1643年）登癸未科進士，授行人，嘗感憤時事，題詩邸壁云：「聖明自切衣袽戒，臣子曾無户牖謀。」其忠君憂國之心已露于此。李自成破京師，謝于宣将投缳自盡，為僕人所阻。隨即被闖軍關押，索金帛，掠治甚酷，械置馬栈中，又以火炙之，十指被栲俱折，目睛突出寸許，無乞哀語。将死，弃諸途，年三十有一。安宗時，追赠太僕少卿，蔭一子入監讀書。

## 家族
父謝三賓，天启五年進士，累官至太僕少卿。明亡降清，与「六狂生」、「五君子」为难，全祖望耻稱其名，而直呼曰「亡己氏」。

## 引用
1. ↑  光緒《鄞縣志·卷三十九·人物傳十四》